# あなたへ贈る歌
「あなたへ贈る歌」（あなたへおくるうた）は、2013年1月29日に配信開始されたericaの7作目のデジタルシングルである。この曲の続編である「あなたへ贈る歌2」についても記述する。

## 概要
ericaに送られた恋愛に関する相談や体験談を基にして作られた楽曲。
主に女子高生が好きな人にLINEで曲の歌詞を1行ずつ送る「LINE歌詞ドッキリ」にもよく使用される楽曲であり、ericaは「この曲の歌詞が実際のコミュニケーション手段として使用されるのは想定外だった」と語っている。
この曲の歌詞が使用されたLINEスタンプも存在する。

## あなたへ贈る歌2
あなたへ贈る歌2（あなたへおくるうたツー）は、2019年2月13日に配信開始された、ericaの31作目のデジタルシングルである。「あなたへ贈る歌」の5年後を描いた続編である。